# Praktiké
 (octobre 2020).
Si vous disposez d'ouvrages ou d'articles de référence ou si vous connaissez des sites web de qualité traitant du thème abordé ici, merci de compléter l'article en donnant les références utiles à sa vérifiabilité et en les liant à la section « Notes et références ».
La Praktikè est une méthode d'introspection chrétienne développée au IVe siècle par Évagre le Pontique, l'un des Pères du désert. Elle tire son nom d'un ouvrage thérapeutique appelé « Practicos » (« Traité pratique »).
Son objectif est d'analyser les états d'âme, les pulsions, les passions, les pensées qui agitent l'être humain et d'aboutir par sa purification à un état d'âme non pathologique, appelé Apatheia.
Cette méthode consiste en l'observation, l'analyse et la lutte intérieure contre les « logismoï » qu'on pourrait traduire par pensées. Pour Évagre, ils seraient au nombre de huit :  Gastrimargia, Philarguria, Pornéia, Orgè, Lupè, Acedia, Kenodoxia, Uperèphania. Réduite à 7 par Grégoire le Grand, cette liste serait à l’origine des « sept péchés capitaux ».
La Praktikè est l'un des opuscules d'Évagre qui eut le plus d'influence dans le monachisme oriental, notamment à Byzance et en Syrie. Il fut diffusé en Occident par Jean Cassien.

## Les huit «logismoï»
Les huit « logismoï » sont parfois qualifiés de démons ou de « diabolos ». L’omniprésence des démons est une composante essentielle des croyances populaires que les moines égyptiens du IVe siècle partagent avec la classe paysanne dont la plupart sont issus. À travers la praktiké, Évagre propose une manière de combattre les ennemis démoniaques qui s’opposent à la progression du moine vers Dieu. Il s'agit d'une lutte contre les vices par les vertus pour accéder à un état permettant la contemplation de Dieu.
Évagre compte huit "logismoï" ou vices :
- Gastrimargia : La gloutonnerie.

- Pornéia : L’obsession sexuelle.

- Philarguria : L'avarice.

- Lupè : La tristesse

- Orgè : La colère.

- Acedia : La dépression, ou le dégoût de la vie.

- Kenodoxia : La vaine gloire.

- Uperèphania : L'orgueil[2].